# Torsten Voss
Torsten Voss (Güstrow, 24 de março de 1963) é um ex-atleta alemão, campeão mundial do decatlo.
Representando a Alemanha Oriental, foi medalha de ouro no Campeonato Mundial de Atletismo de 1987 em Roma e medalha de prata nos Jogos Olímpicos de Seul 1988.
Nos anos 1990 ele trocou o atletismo pelo bobsleigh e competiu pela Alemanha unificada, ganhando três medalhas no Campeonato Mundial de Bobsleigh. Também participou no bobsleigh 4-homens nos Jogos Olímpicos de Inverno de 1998, em Nagano, Japão.